# Малый Онжас
Малый Онжас — река в России, протекает по Советскому району Ханты-Мансийского АО. Устье реки находится в 25 км по левому берегу реки Большой Онжас. Длина реки составляет 17 км.

## Данные водного реестра
По данным государственного водного реестра России относится к Нижнеобскому бассейновому округу, водохозяйственный участок реки — Северная Сосьва, речной подбассейн реки — Северная Сосьва. Речной бассейн реки — (Нижняя) Обь от впадения Иртыша.
Код объекта в государственном водном реестре — 15020200112115300028480.